# Cubazanger
De Cubazanger (Setophaga pityophila, synoniem: Dendroica pityophila) is een zangvogel uit de familie der Parulidae (Amerikaanse zangers).

## Verspreiding en leefgebied
Deze soort komt voor in Cuba en de Bahama's.